# Ли И
Ли И (кит. 李益, пиньинь Lǐ Yì; 746/748—827/829) — китайский поэт времен династии Тан. Три его произведения входят в антологию Триста танских поэм. В 769 году сдал кэцзюй (государственный экзамен) на степень цзиньши (наивысшая степень). Служил губернатором, рано вышел на пенсию.

## Творчество
《宫怨》
露湿晴花春殿香

月明歌吹在昭阳

似将海水添宫漏

共滴长门一夜长

«Забытый фаворит»

Sous la lune le palais résonne

Des sons, des luths et des chansons.

Il me semble que l’on a rempli

La clepsydre de la mer entière

Pour faire que cette longue nuit

Ne finisse jamais pour moi.

Стихотворение было положено на музыку Альбером Русселем.